# T-84

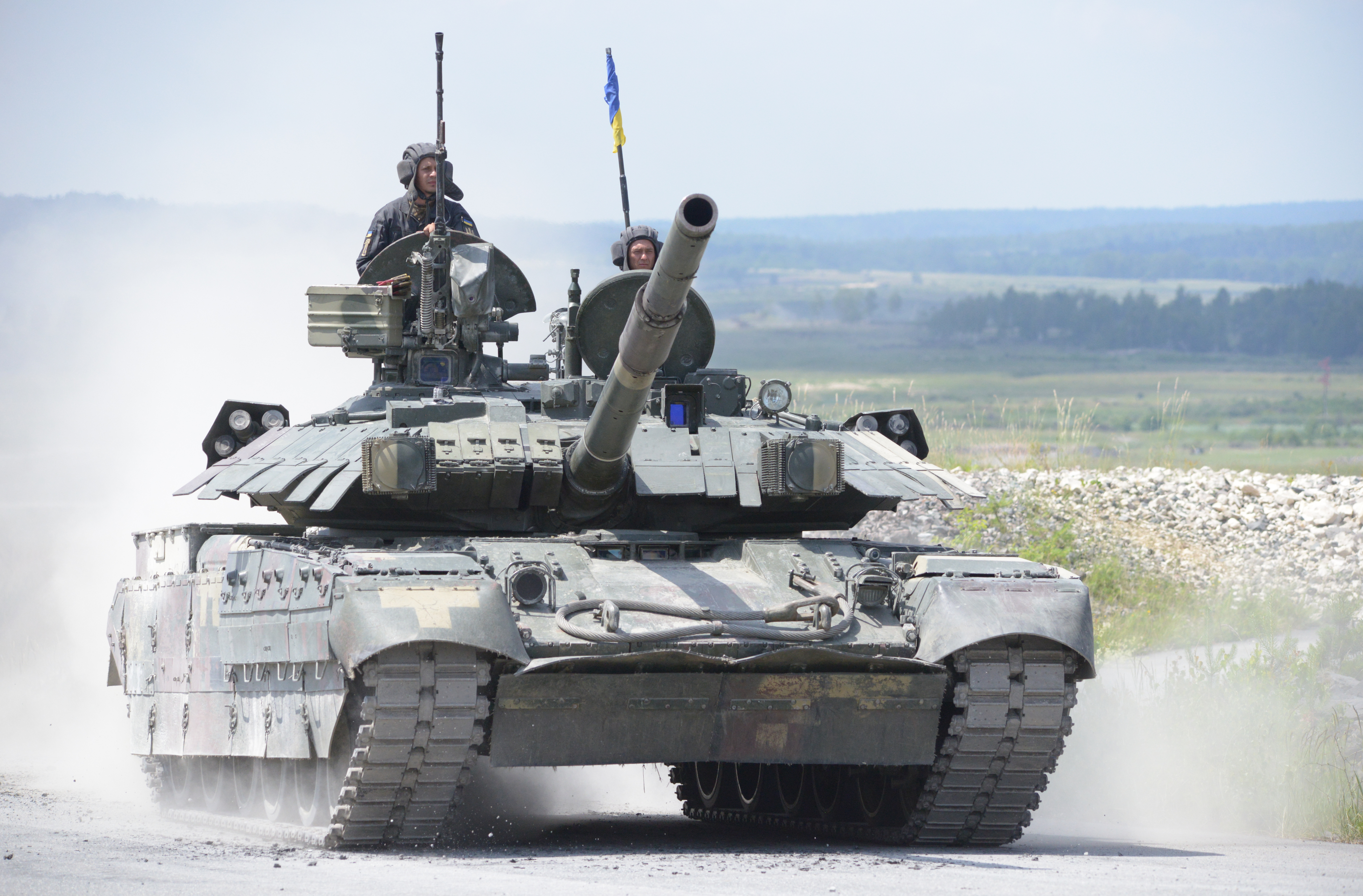
T-84U オプロート

T-84は、ウクライナで開発された第三世代主力戦車である。

## 概要
ソビエト連邦時代に開発されたT-64の改良型であるT-80UDをもとに開発され、ウクライナ陸軍で運用されている。

## 開発
ウクライナの独立により、同国きっての戦車・装甲車輌メーカーとなったO・O・モローゾヴ記念ハルキヴ機械製造設計局（以下、KhKBM）では、ウクライナの軍事面でのロシアからの独立を確立するため、独立ウクライナ最初の新型主力戦車の開発が開始された。部品の供給は、ソ連時代には連邦内各地の工場で製造されたものが当てられていたが、これをウクライナでは国内で賄うものとした。
まったく新しい車輌を開発するというのではなく、従来のものを改良するという実用性重視のソ連時代からの伝統に則って、KhKBMでは同局がソ連時代に開発したT-80UDをもとにこれを開発することとした。ムィハーイロ・ボルィシュークに率いられた設計チームにより開発作業が行われ、試作初号車は1994年末に製造された。
T-84と命名された新型戦車の製造は、モローゾフ設計局とV・O・マールィシェヴ記念工場で行われた。1999年よりウクライナ軍での運用が開始された。
T-84の特徴は、ソ連時代のロシア製鋳造砲塔にかわり採用されたウクライナ製の溶接砲塔、爆発反応装甲、赤外線測距儀、デジタル化された火器管制装置、自動装填装置、新しい1,200馬力のエンジン、衛星ナビゲーションシステム、ロシア製のTShU-1-7 シュトーラ1電子制御式対戦車ミサイル攪乱装置などである。ソ連時代のロシア製鋳造砲塔にかわってT-84に採用された溶接砲塔は、ウクライナからパキスタンへ輸出されたT-80UDの一部にも採用された。

## 装備
主砲は、ソ連標準の口径125mm滑腔砲で、T-80UDから受け継がれたものであった。この戦車砲ではAPFSDS（装弾筒付翼安定徹甲弾）、HEAT（対戦車榴弾）、HE（榴弾）、HE-FRAG（高性能榴弾）など、現代の主力戦車で運用される標準的な弾種が発射できる。
さらに、T-80で採用された9M119M レフレークス対戦車ミサイルの発射が可能である。9M119Mは、戦車から目標に対してビームを照射し、そのビームに乗ってミサイルが目標に向かう、ビームライディング誘導方式を採用している。亜音速で飛翔し、射程は5,000m程度、750-800mm程度の装甲（均質圧延鋼板換算）を貫通するとされる。T-84は、それまでのソ連の戦車と同様に自動装填装置を装備しており、装填手は搭乗していない。
防御装備として、新しい装甲システムのほか、対赤外線防御装置TShU-1-7 シュトーラ1を装備している。これは、地上・上空の敵からの赤外線暗視装置や、赤外線誘導方式の対戦車ミサイルに対して強力な赤外線を照射することにより妨害したり、敵のレーザー照射を妨害する装置で、電子制御で操作される。

## 機動力
T-84は、元となったT-80UD同様にディーゼルエンジン（水平対向ピストンエンジン）を搭載しているが、コンパクトかつ1,200馬力という優れた能力を持つ、この6TD-2エンジンにより26馬力/トンの出力重量比を得て世界有数の高速戦車となっている。
T-84では運用可能温度範囲も向上され、-40度から+55度までの範囲で車輌・乗員ともに安全な状態で運用ができる。
T-84はエンジン馬力において同世代のT-90A(1000馬力)および最新型のT-90M(1130馬力)に優っており、ウクライナ国防省は走行能力でT-90に優っていると主張している。但し、エンジン馬力の数値はあくまで最大回転数のスペック数値であり、一般に同サイズ・同技術レベルのエンジン同士で一方の最大馬力を上げるとエンジン寿命・燃費・巡航能力は反比例して悪化するため、巡航能力及び整備能力はT-90に軍配が上がるという評価が根強い。

## 派生型

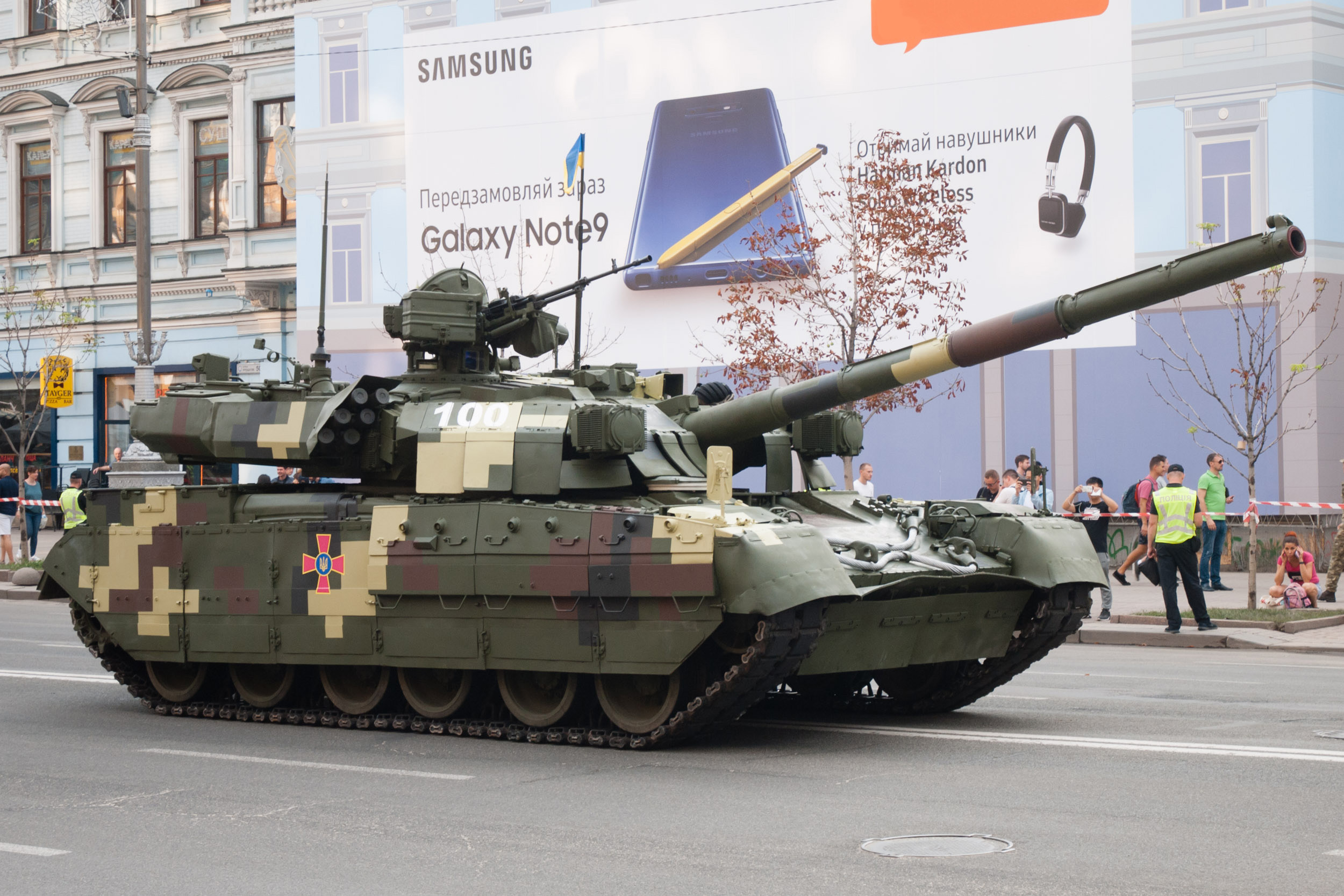
T-84-120 ヤタハーン

T-84（ウクライナ語: Т-84）
基本型。
T-84U オプロート（ウクライナ語: Т-84У Оплот）
T-84のアップグレード型であり、装甲サイドスカート、砲塔へのコンフォーマル型コンタークト5爆発反応装甲、赤外線画像サイト、衛星ナビゲーションシステム、指揮官用レーザー測距儀などの改良点を盛り込んだ。2016年11月に改修された6両がウクライナ陸軍に引き渡された。2019年2月、O・O・モローゾウ記念ハルキウ機械製造設計局は、T-80UDをT-84U オプロート仕様に改修することを発表した。
BM オプロート（ウクライナ語: БМ Оплот）
T-84Uに新しい西側仕様の砲塔を搭載し、装甲を改良した発展型。名称はウクライナ語で「砦」のこと。主砲は125mm滑腔砲が搭載されている。乗員室と砲弾室とを別区画に分けた新型溶接砲塔を搭載するなどの変更点も盛り込んだ。2001年に10輌がウクライナ陸軍に納入され、8月24日の独立記念日のパレードで披露されている。また、タイ王国陸軍がM41A3の代替として計25両購入している。

BREM-84（ウクライナ語: БРЕМ-84）
オプロートの車体を流用した回収戦車。

BMU-84（ウクライナ語: БМУ-84）
オプロートの車体を流用した架橋戦車。

BTMP-84（ウクライナ語: БЕМП-84）
オプロートを発展させた歩兵戦闘車。車体後部を拡張し、エンジンを右半分に寄せた形にして左側に通路兼兵員搭乗部を設置し、車体後面に乗降ハッチを新設している。砲塔部は原型の戦車のものをそのまま搭載した重武装型の歩兵戦闘車となっている。

T-84-120 ヤタハーン（ウクライナ語: Ятаган）
トルコ軍向けに開発された発展型。名称はウクライナ語で「ヤタガン（オスマン帝国で用いられたサーベルの一種）」のこと。開発名称はKERN2-120（КЕРН2-120）といった。ギリシャ、トルコ、マレーシアでのトライアルに参加している。主砲はNATO標準の55口径120mm滑腔砲KBM-2を搭載した。砲弾は自動装填装置に22発、砲塔内に16発、戦闘室に2発の計40発を搭載できる。この砲では、アメリカ製のAPFSDSであるM829の劣化ウラン弾などを運用できるほか、この砲のために特別に開発された120mm仕様の9M119M レフレークス対戦車ミサイルも運用できる。
その他、駆動系、火器制御システム系を中心に多くの改良がなされたが、IMI社のM60パットンの近代化改修型であるサブラMkIIが採用された。

## 運用
2018年4月、第14独立機械化旅団に配備された5両のT-84U オプロートが、ドイツでの多国間演習「ストロング・リゾルブ2018」と戦車競技「ストロング・ヨーロッパ2018」に参加した。
2022年のロシアによるウクライナ侵攻において、西部作戦管区第14独立機械化旅団に配備されたT-84U オプロートが実戦で使用された。

## 運用国
- ウクライナ
  - ウクライナ陸軍
- パキスタン
  - パキスタン陸軍 - T-84仕様に変更したT-80UDの輸出型。